# Тодорин връх
Тодорин връх, Тодорка, Голяма Тодорка или Голям Тодорин връх е масивен гранитен връх в Северен Пирин. Най-високият на Тодориното странично било. Със своите 2746 m се нарежда на 11-о място в планината.
Склоновете са му много стръмни, а на североизток скалисти. Представлява масивна пресечена пирамида с три върхови точки, наричани понякога от туристите Голяма, Средна и Малка Тодорка. Най-високата точка на върха е на север и гледана от Банско впечатлява с пирамидалната си форма. Именно по нейните склонове са направени няколко писти. Билния ръб на Тодорин връх продължава на югозапад, за да стигне до кота 2706 m, след което се отклонява на югоизток до кота 2712 m. От изток в циркус се намират двете Тодорини езера (известни още като Тодорини очи), край които минава пътеката от хижа Вихрен до хижа Демяница. На запад и юг се простира Бъндеришката долина, която следва извивките на Тодорин връх. Тодорин връх може да се изкачи най-лесно откъм Премката на юг от върха (неправилно наричана Тодорината порта), откъдето денивелацията до връхната кота е само 170 m, а също и от север, от Шилигарника. Там е единственото истински скалисто място на върха – тесен зъбер, който свързва горните станции на лифтовете с върха.
От върха се открива широка панорама. Забележителна е гледката към върховете Вихрен и Кутело на запад, както и към Ушиците на изток. На юг се издига връх Каменица. На север при ясно време Банско се вижда с такава чистота, че спокойно могат да се различат всички улици и сгради.
Името на върха е свързано с две легенди. Първата от тях твърди, че юначната българка Тодорка, защитница на крепостта Ситан, до последния си дъх се борила с друговерците турци и предпочела смъртта пред поруганието (в различните варианти тук се намесва и персонаж на име Мурат бей, на когото е кръстен връх Муратов). Гонена от турците, тя се качила на върха над крепостта, хвърлила се в бездните му и загинала. Според втората легенда една местна девойка на име Тодорка след като не могла да склони баща си да я даде за жена на нейния любим Васил (Василаки), избягала от дома и като се качила на върха, заплакала, от което се образували двете езера Тодорини очи (или още Тодорини сълзи). Васил напразно я търсил, докато накрая стигнал до близкия връх Василашки чукар и там, отчаян, се хвърлил в езерото под върха (едно от Василашките езера).